# Steineckia
Steineckia es un género de foraminífero planctónico de la subfamilia Heterohelicinae, de la familia Heterohelicidae, de la superfamilia Heterohelicoidea, del suborden Globigerinina y del orden Globigerinida. Su especie tipo es Steineckia steinecki. Su rango cronoestratigráfico abarca el Turoniense (Cretácico superior).

## Descripción
Steineckia incluía especies con conchas biseriadas, de forma subtriangular; sus cámaras eran globulares, y finalmente reniformes; sus suturas intercamerales eran incididas; su contorno ecuatorial era subtriangular y lobulada; su periferia era ampliamente redondeada; su abertura principal era interiomarginal, lateral, con forma de arco amplio y simétrico, y bordeada por un labio con amplias solapas laterales; presentaban pared calcítica hialina, microperforada, y superficie papilada con poros en túmulo.

## Discusión
El género Steineckia no ha tenido mucha difusión entre los especialistas. Algunos autores han considerado Steineckia un sinónimo subjetivo posterior de Laeviheterohelix. Clasificaciones posteriores han incluido Steineckia en el orden Heterohelicida.

## Paleoecología
Steineckia, incluía especies con un modo de vida planctónico y, como Laeviheterohelix, probablemente de distribución latitudinal cosmopolita (aunque solo se ha identificado en el Plateau de las Malvinas, Atlántico Sur), y habitantes pelágicos de aguas intermedias (medio mesopelágico superior).

## Clasificación
Steineckia incluye a la siguiente especie:
- Steineckia steinecki †